# Каменный цветок (балет Фридлендера)
«Каменный цветок» — балет в 4 актах и 5 картинах на музыку советского композитора А. Г. Фридлендера. Впервые поставлен в 1944 году в Свердловске на сцене Свердловского театра оперы и балета хореографом К. А. Муллером. Литературную основу либретто, написанного И. И. Келлером, составили сказы П. П. Бажова из сборника «Малахитовая шкатулка». Известен как «первый уральский балет».

## История создания и постановок
15 июня 1941 года в газете «Уральский рабочий» была опубликована заметка о том, что Свердловским театром принят к постановке балет на музыку А. Фридлендера под названием «Горный мастер». По причине начавшейся вскоре Великой Отечественной войны балет так и не был поставлен. Однако Фридлендер, работавший в годы войны главным дирижёром ансамбля песни и пляски Уральского военного округа, от идеи постановки балета по мотивам уральских сказов Бажова не отказался. В результате был создан балет «Каменный цветок».
Премьерный показ балета состоялся 5 августа 1944 года в Свердловском театре оперы и балета им. А. Луначарского (либреттист И. И. Келлер, балетмейстер К. А. Муллер, художник В. А. Людмилин). Фридлендер выступил не только в качестве автора музыки, но и в роли дирижёра. Образ мастера-камнереза Данилы воплотил Н. Ф. Орешкевич, Катерины — К. А. Кузьмичёва, Хозяйки Медной горы — Н. Ф. Млодзинская. Балет был благосклонно принят критиками. Сам Бажов изначально сомневался в возможности балетного прочтения сказов, но, увидев постановку, отозвался о ней одобрительно. В частности, писатель выделил Орешкевича, исполнителя роли Данилы, отметив, что таким и задумывал своего героя.
В 1947 году балет был представлен в новой редакции. Существенным изменениям подверглась партитура, были дописаны новые музыкальные номера, обновлён финал первого акта. Хореограф, художник и основные исполнители не поменялись, дирижёром стал Э. К. Красовицкий.
Помимо Свердловска, балет демонстрировался в театрах Перми (1948 либо 1949, балетмейстер Ю. П. Ковалёв), Ленинграда (1953, балетмейстер Б. А. Фенстер), Донецка (1960, балетмейстер К. А. Муллер), Львова (1960 либо 1961, балетмейстер К. А. Муллер).
Возобновление балета Фридлендера в третьей авторской редакции произошло в 1975 году. Композитором было переосмыслено либретто, добавлен новый музыкальный материал. Постановкой спектакля занимались балетмейстер В. Тимофеев, дирижёр Е. Манаев, художник Н. Ситников.
Всего на сцене Свердловского театра оперы и балета «Каменный цветок» был поставлен 105 раз.